# Champignon noir (complication liée à la COVID-19)
 (juin 2021).
La mise en forme du texte ne suit pas les recommandations de Wikipédia : il faut le « wikifier ».
Les points d'amélioration suivants sont les cas les plus fréquents. Le détail des points à revoir est peut-être précisé sur la page de discussion.
- Les titres sont pré-formatés par le logiciel. Ils ne sont ni en capitales, ni en gras.
- Le texte ne doit pas être écrit en capitales (les noms de famille non plus), ni en gras, ni en italique, ni en « petit »…
- Le gras n'est utilisé que pour surligner le titre de l'article dans l'introduction, une seule fois.
- L'italique est rarement utilisé : mots en langue étrangère, titres d'œuvres, noms de bateaux, etc.
- Les citations ne sont pas en italique mais en corps de texte normal. Elles sont entourées par des guillemets français : « et ».
- Les listes à puces sont à éviter, des paragraphes rédigés étant largement préférés. Les tableaux sont à réserver à la présentation de données structurées (résultats, etc.).
- Les appels de note de bas de page (petits chiffres en exposant, introduits par l'outil «  Source ») sont à placer entre la fin de phrase et le point final[comme ça].
- Les liens internes (vers d'autres articles de Wikipédia) sont à choisir avec parcimonie. Créez des liens vers des articles approfondissant le sujet. Les termes génériques sans rapport avec le sujet sont à éviter, ainsi que les répétitions de liens vers un même terme.
- Les liens externes sont à placer uniquement dans une section « Liens externes », à la fin de l'article. Ces liens sont à choisir avec parcimonie suivant les règles définies. Si un lien sert de source à l'article, son insertion dans le texte est à faire par les notes de bas de page.
- La présentation des références doit suivre les conventions bibliographiques. Il est recommandé d'utiliser les modèles {{Ouvrage}}, {{Chapitre}}, {{Article}}, {{Lien web}} et/ou {{Bibliographie}}. Le mode d'édition visuel peut mettre en forme automatiquement les références.
- Insérer une infobox (cadre d'informations à droite) n'est pas obligatoire pour parachever la mise en page.

Pour une aide détaillée, merci de consulter Aide:Wikification.
Si vous pensez que ces points ont été résolus, vous pouvez retirer ce bandeau et améliorer la mise en forme d'un autre article.
Pour l’article homonyme, voir Champignon noir.

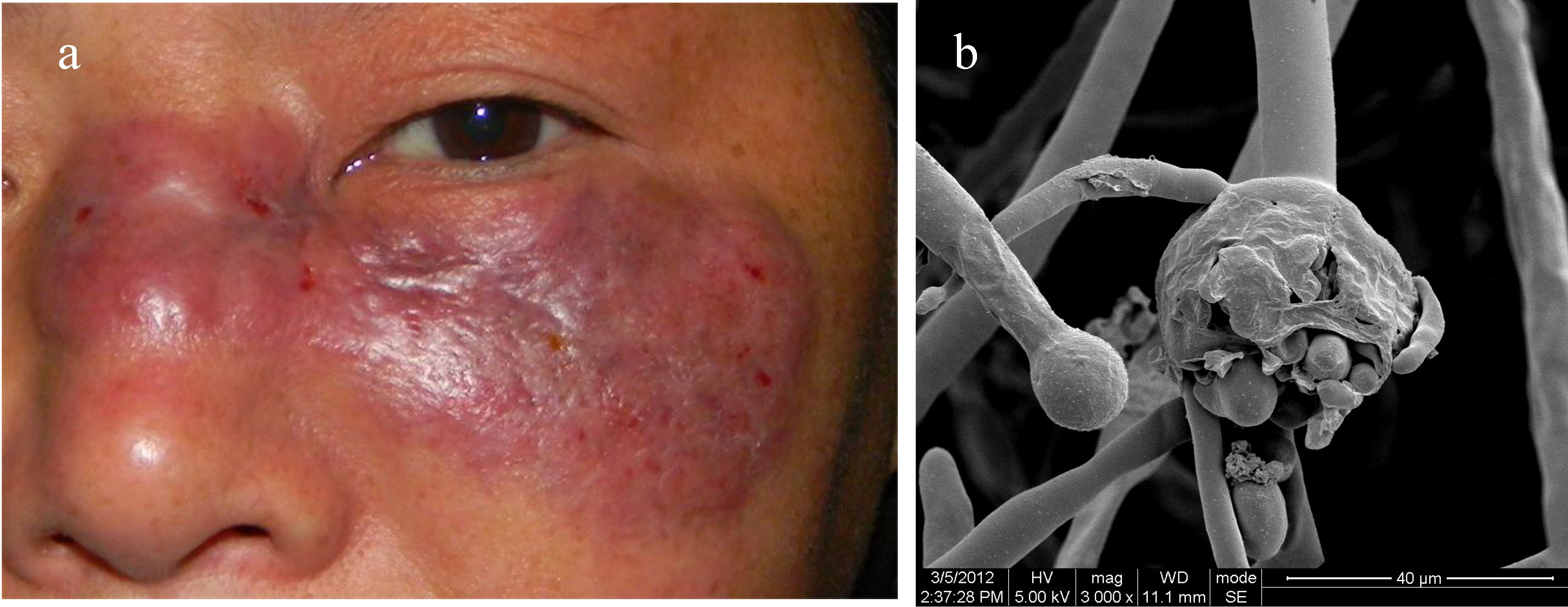
Un homme de 47 ans atteint de mucormycose et micrographie électronique de sa peau montrant des sporanges de champignons de l'ordre des Mucorales.

La mucormycose associée à la COVID-19, communément appelée « champignon noir » (black fungus), est l'association d'une atteinte de mucormycose (une infection fongique agressive) avec la COVID-19. On la rencontre logée au poumon ou autour du nez, des yeux et du cerveau - une telle manifestation clinique est parfois appelée «mucormycose rhino-orbito-cérébrales (ROC)». La maladie ne se transmet pas de personne à personne, elle n'est pas contagieuse.

## Description
Les rapports de mucormycose opportuniste associée à la COVID-19 étaient encore, d'une façon générale, qualifiés de rares, début 2021 (par rapport aux cas associés d'aspergilloses pulmonaires). Une revue de la littérature médicale faisait état de huit cas signalés dans le monde au 9 janvier 2021. Dans ces rapports, le facteur de risque le plus courant associé à la mucormycose est le diabète, amplifié peut-être par l'usage de certains corticoïdes. Selon cette étude, la plupart des cas se sont manifestés pendant l'hospitalisation (souvent 10 à 14 jours après l'admission), toutes les personnes touchées sauf une sont décédées. Un traitement agressif précoce est considéré essentiel. (On estime qu'entre 40 et 80 % des personnes qui contractent une forme quelconque de mucormycose meurent de cette affection, selon le site de l'infection et les comorbidités déjà présentes.)
La mucormycose associée à la COVID a touché plus particulièrement les personnes en Inde. L'association mucormycose/COVID est également apparue en Russie, Uruguay et Chili. Une des raisons pour lesquelles l'association a fait surface aussi singulièrement en Inde est la concomitance de taux élevé d'infection à la COVID et de taux élevé de diabète. En mai 2021, le Conseil indien de la recherche médicale a publié des guides de bonnes pratiques pour reconnaître et traiter la mucormycose associée à la COVID.
En raison du nombre croissant de cas, le gouvernement du Rajasthan a déclaré le champignon noir épidémique le 19 mai 2021. Avec le gouvernement du Rajasthan, les gouvernements de l' Haryana, du Tamil Nadu, du Telangana, du Gujarat et du Bihar ont également déclaré cette mycose comme étant de nature épidémique.
En juillet 2021, on apprend via le journal Hindoustan Times que l'Inde a signalé jusqu'à présent plus de 45 000 cas de champignons noirs.